# Bělopásek dvouřadý
Bělopásek dvouřadý ( Limenitis camilla, syn .: Ladoga camilla  ) je denní ( motýl ) z čeledi babočkovitých (Nymphalidae). Druhové jméno je odvozeno od jména římské ženy.

## Popis
Motýli mají rozpětí křídel 45 až 52 milimetrů. Horní strany křídel jsou zbarvené černohnědě a mají široký pás bílých skvrn, které, když jsou křídla otevřená, tvoří přes oba páry křídel dopředu otevřený půlkruh. Na předních křídlech je pás poněkud nepravidelnějšího tvaru než na zadních křídlech. Několik menších bílých skvrn lze také najít mezi pásem a vnějším okrajem křídel. Mezi pásem a vnějším okrajem obou párů křídel vedou dvě řady s malými nenápadnými tmavými skvrnami.
Malé tmavé skvrny na spodní straně křídla jsou snadno rozpoznatelné, protože mají oranžově hnědou základní barvu. Dominantní je bílý pás jemně lemovaný černou. Na vnějším okraji a také na spodní části křídel jsou další bílé oblasti, někdy ohraničené tmavými skvrnami.
Tělo motýla je na spodní straně bílé až modrošedé a na horní straně tmavé. Pouze špička břicha, přiléhající k bílému pásu, může být bělavě poprášena. Samci mají poněkud špičatější tvar křídla a jejich bílý pás je také o něco užší.

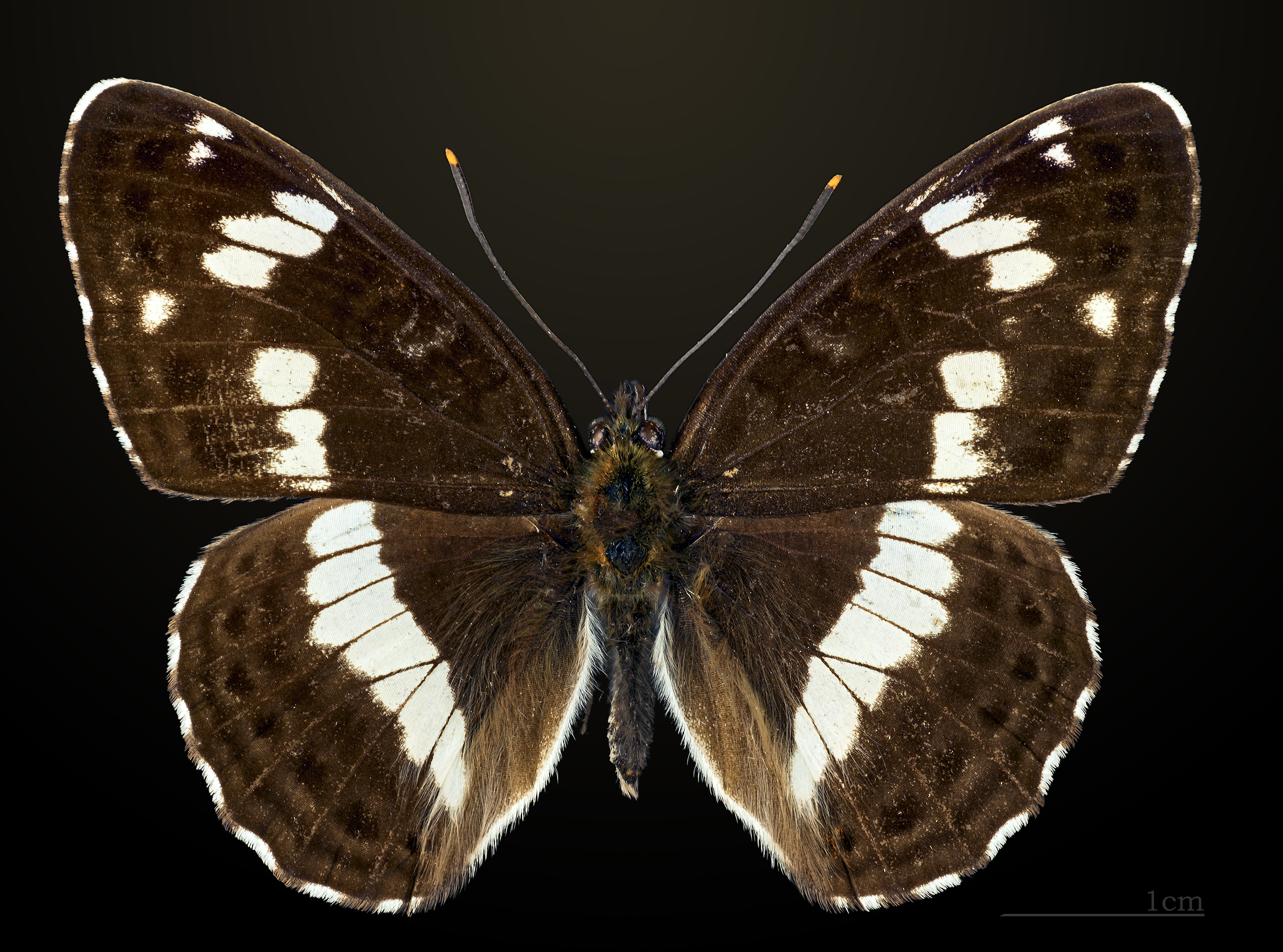
Hřbetní pohled
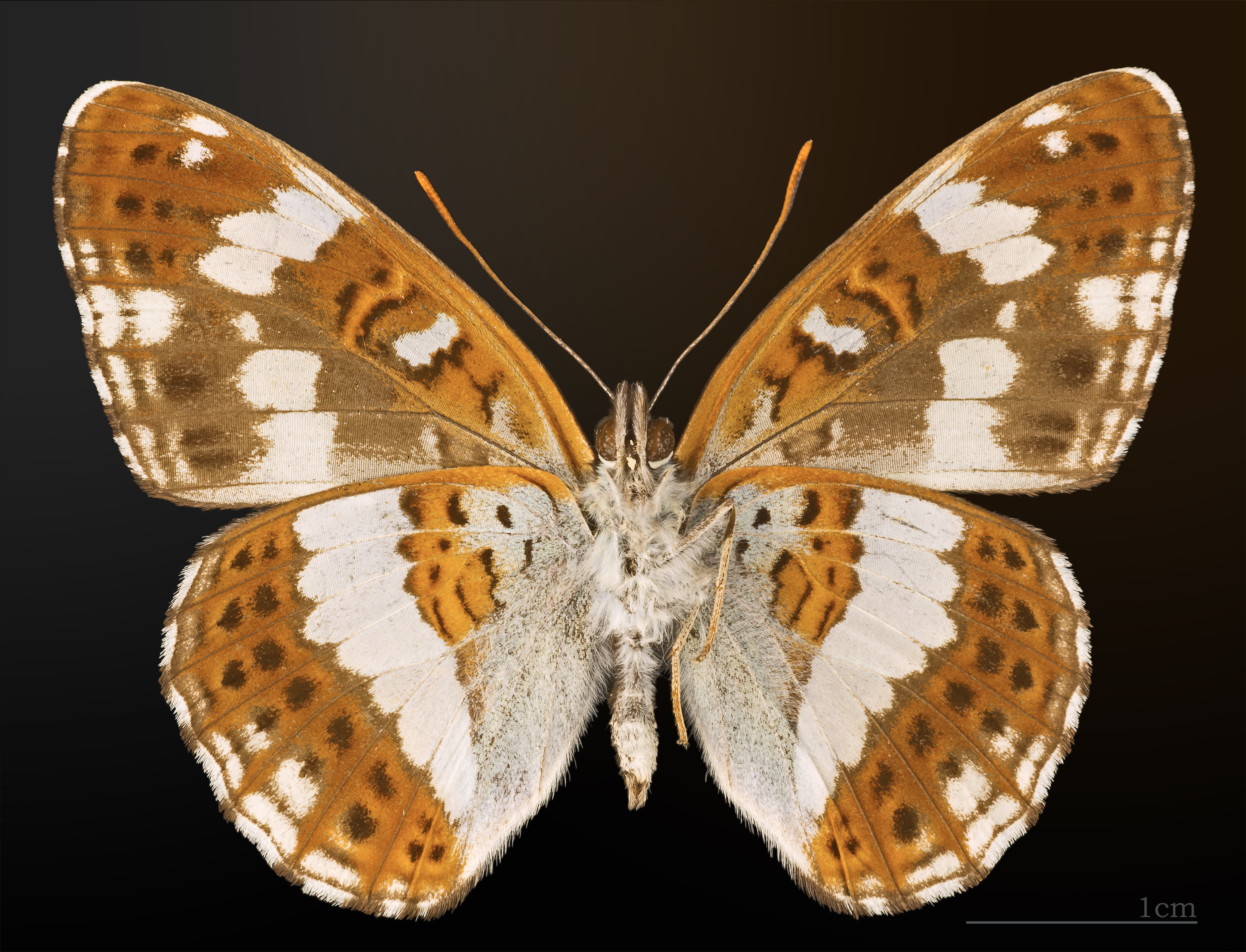
△ Pohled zepředu
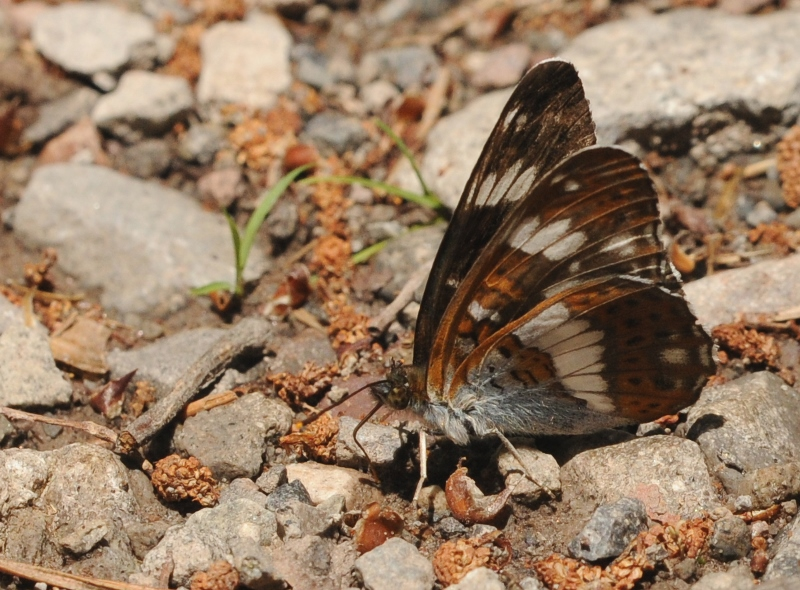
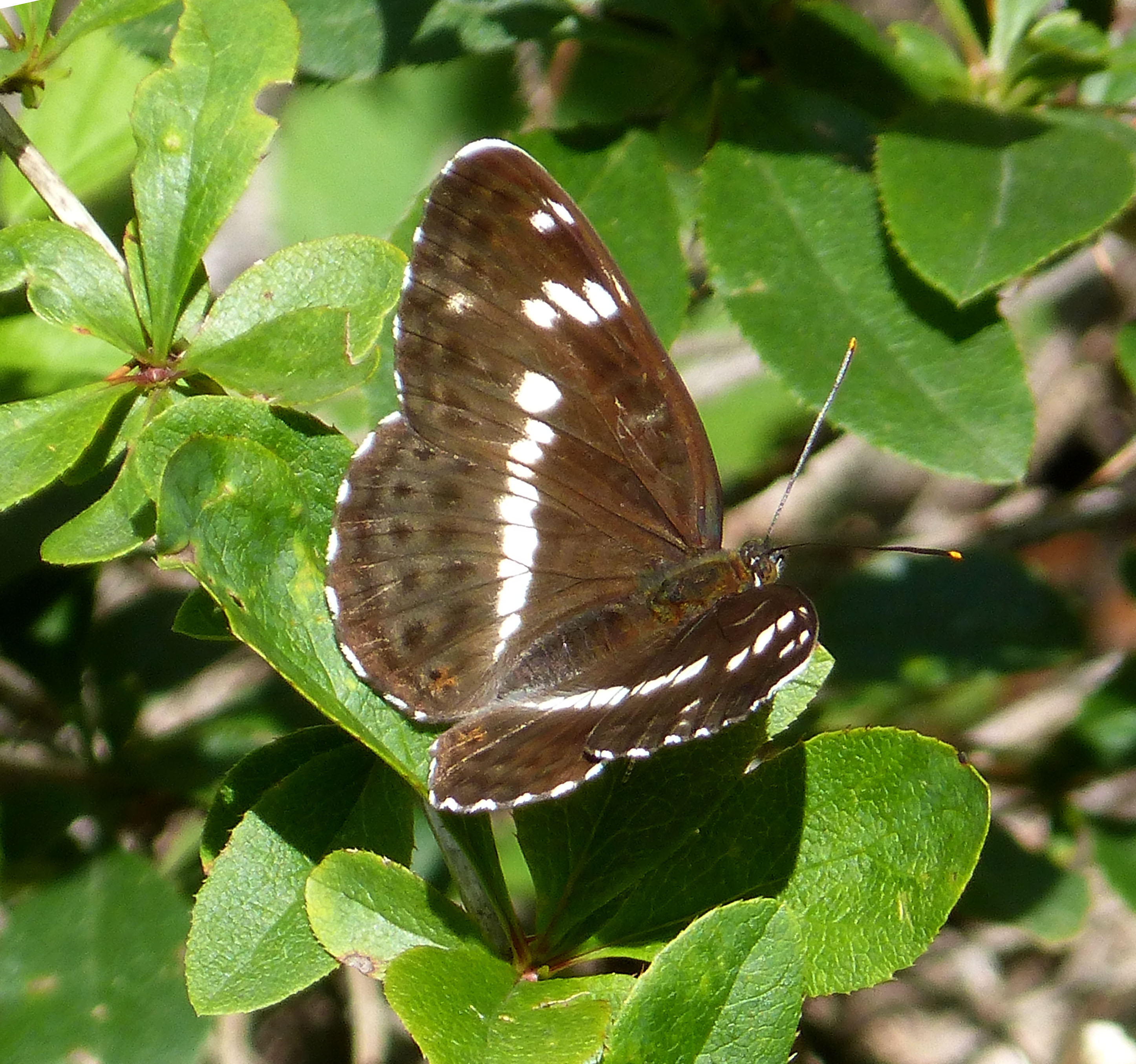
Limenitis camilla

Housenky jsou dlouhé až asi 27 milimetrů. Jsou zbarveny zeleně a na boku mají světlou linii. Hlava je tmavě hnědá a pichlavá. Tělo je opatřeno dvěma řadami hnědých, rozvětvených trnů různých délek.

### Podobné druhy
- Bělopásek jednořadý ( Limenitis reducta )
- Batolec duhový (Apatura iris )
- Bělopásek topolový ( Limenitis populi )
- Bělopásek tavolníkový ( Neptis rivularis )

Babočka síťkovaná ( Araschnia levana ) letní generace jsou často mylně považovány za malé bělopásky dvouřadé, ačkoli jsou podstatně menší a mají červenohnědé skvrny na okrajových částech horních stran křídel.

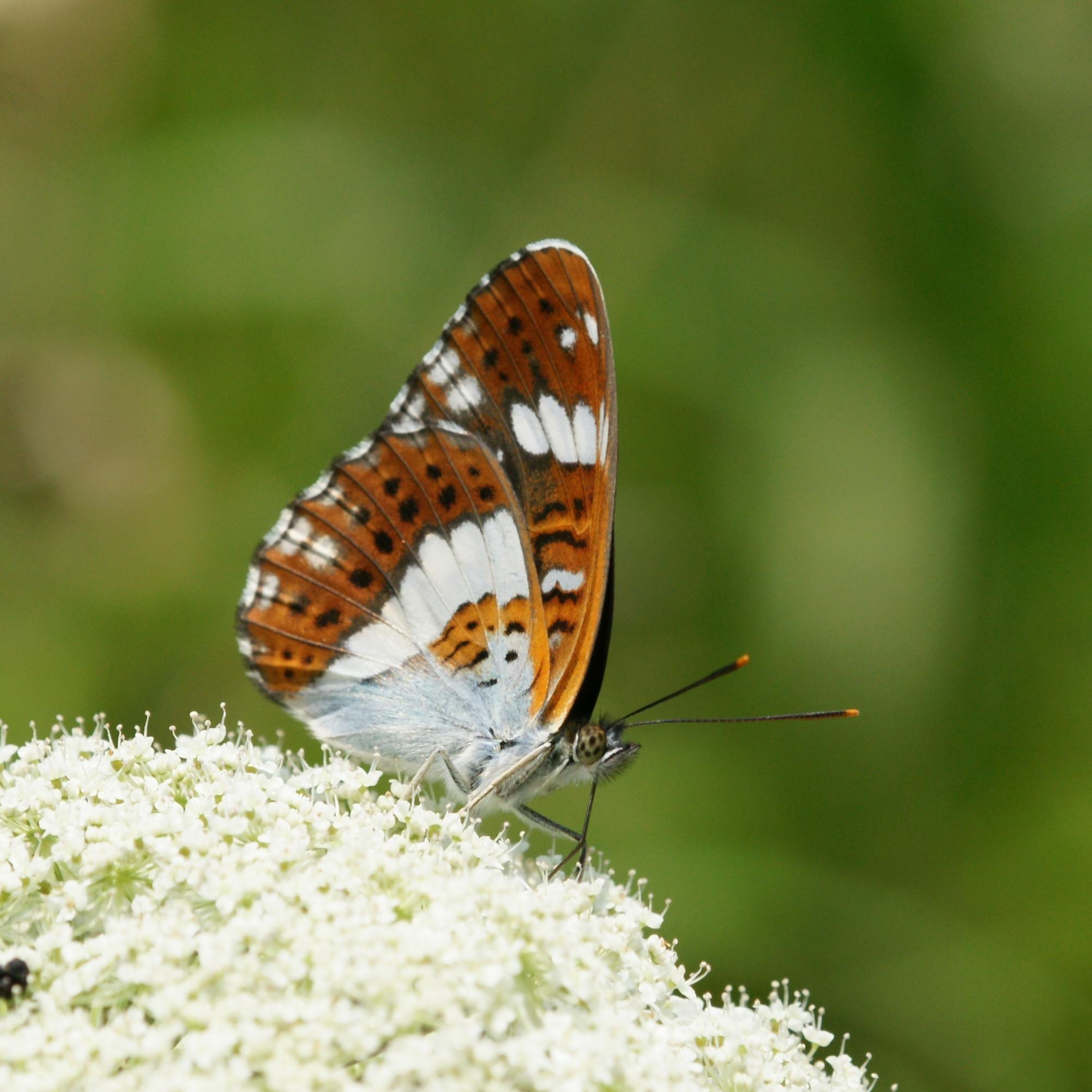
Spodní strana křídla

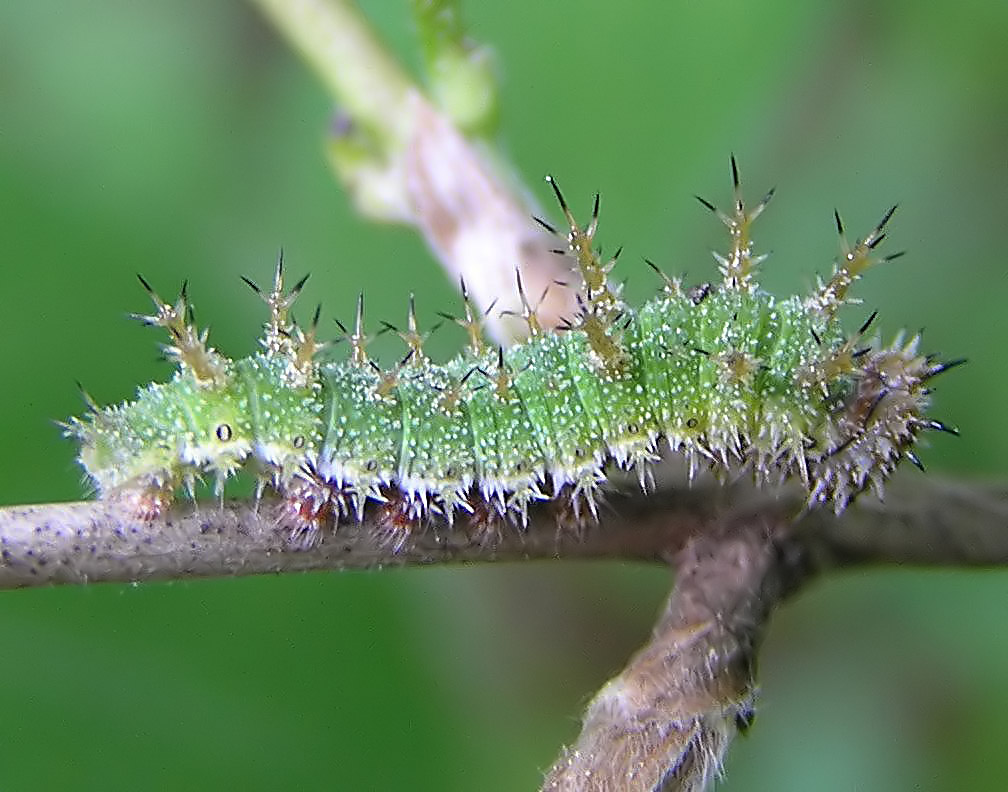
Malá housenka

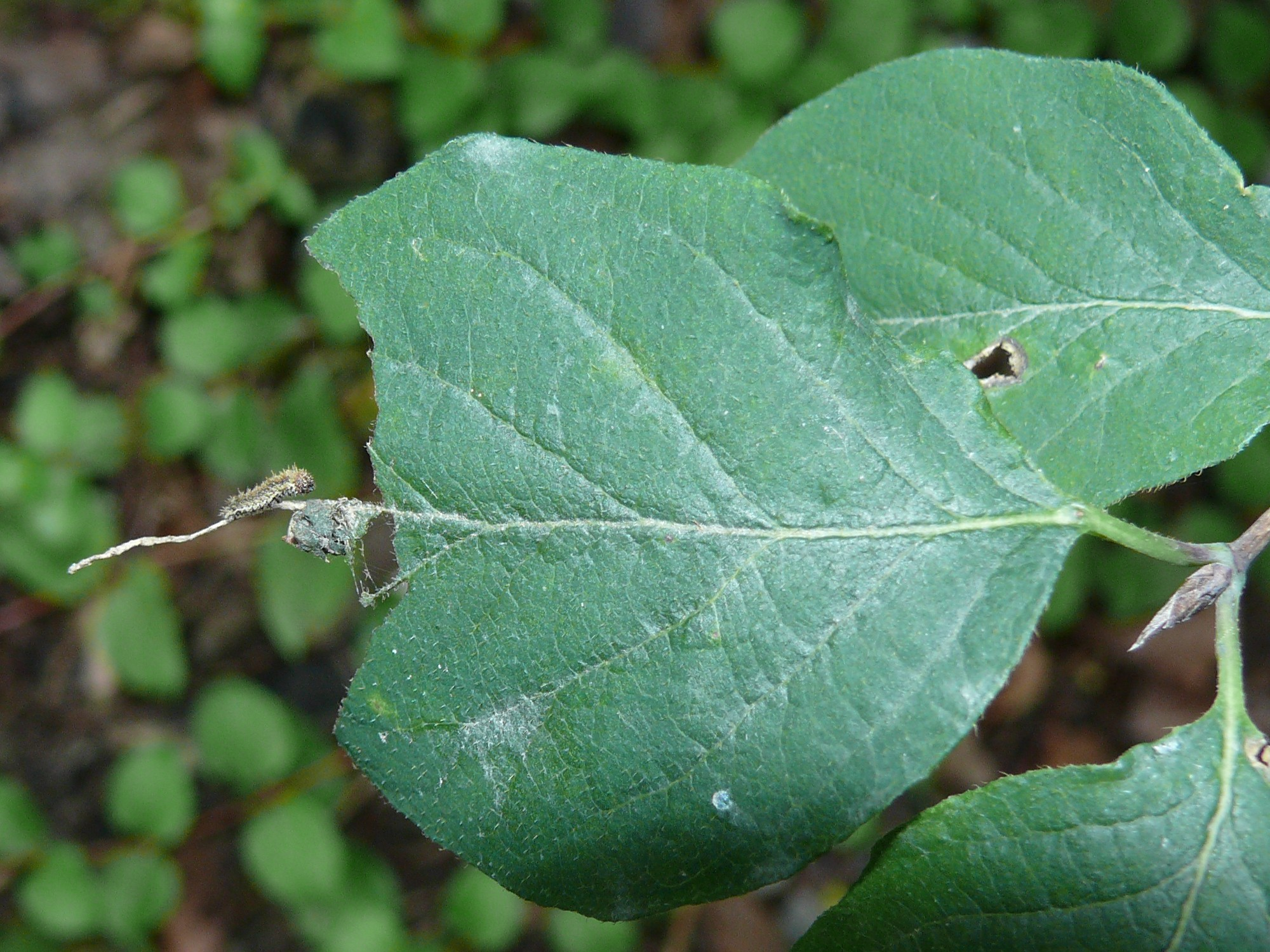
Mladý housenka na výkalech na zimolezu červeném (Lonicera xylosteum)

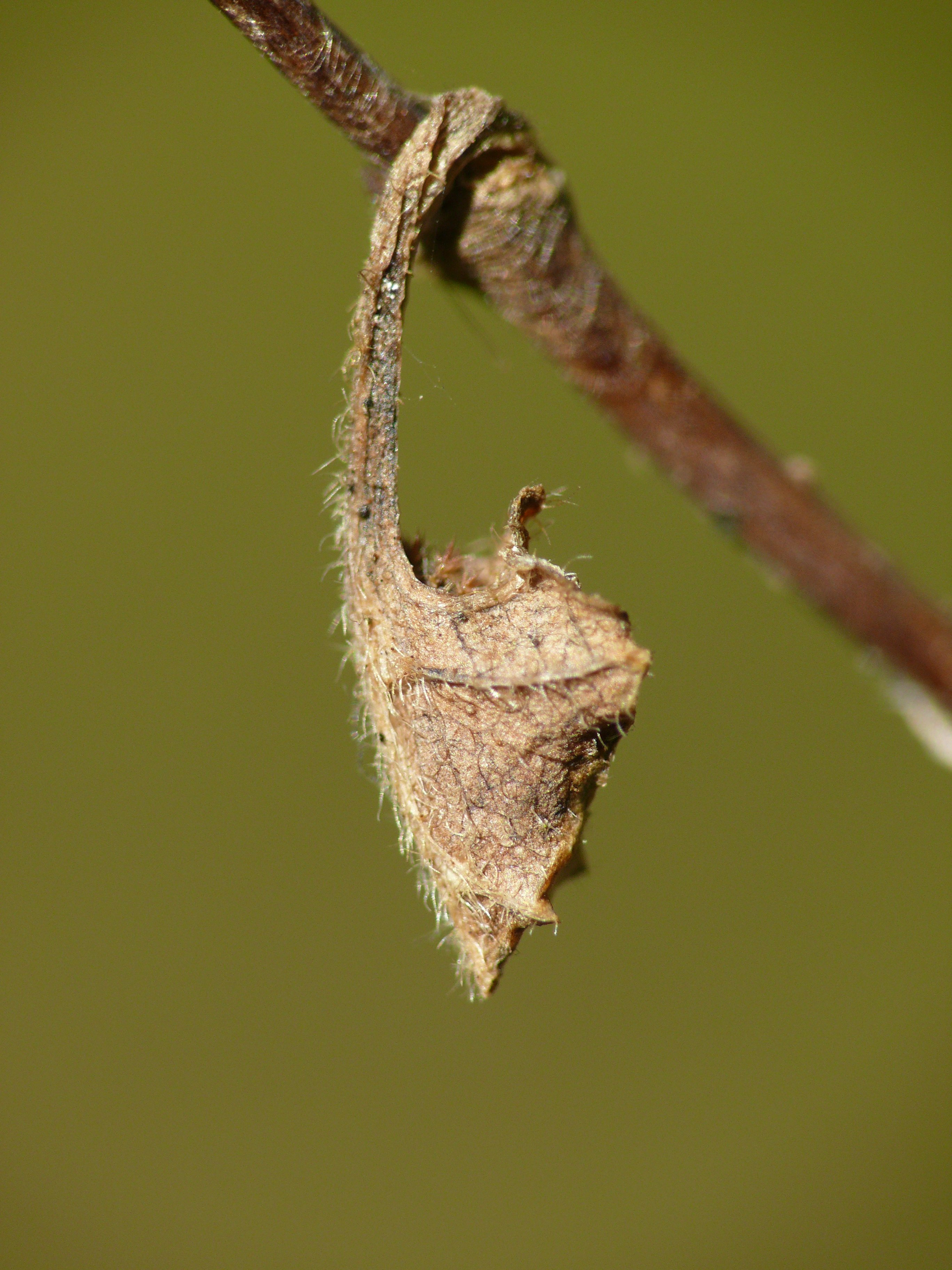
Hibernarium: V otvoru kapsy jsou vidět trny housenky

## Výskyt
Motýli se vyskytují v Evropě a Asii, na východ od Japonska, ale chybí ve středomořské oblasti, na Pyrenejském poloostrově a na severu Dánska. Je to nejběžnější druh rodu Limenitis. Žije ve vlhkých lesích, zejména v lužních lesích a v horských oblastech.

## Způsob života
Motýli sají především vlhkou půdu, trus zvířat a medovici mšic, zřídkakdy sají květiny. Na rozdíl od bělopáska topolového slétají blízko k zemi a lze je spatřit letící nahoru a dolů v malých skupinách na úzkých, stinných lesních cestách pokrytých hustým listím.

### Potrava housenek
Housenky živí hlavně listí zimolezu obecného ( Lonicera xylosteum) a  zimolezu ovíjivého ( Lonicera periclymenum), vzácněji také jinými zimolezy nebo pámelníkem bílým ( Symphoricarpos albus) a .. Potřebují stinné rostliny, které jsou na vlhkých místech, které také rostou poblíž míst, kde létají motýli.

### Potrava motýlů
Motýly lze občas najít sající na vlhké půdě vysychajících kaluží nebo na trusu koní. Sají také lidský pot. Kromě toho sají nektar z bílých květenství. miříkovitých, bezu chebdí ( Sambucus ebulus ), řebříčku ( Achillea ), ptačího zobu ( Ligustrum ) a také fialových květenství různých pcháčů a chrastavců. 

### Letové a housenkové časy
Motýli létají v jedné generaci od poloviny června do poloviny srpna. Housenky se vyskytují od srpna a po zimování až do začátku června.

### Vývoj
Samice kladou po jednom svá zelená vajíčka, na listy živných rostlin. Na rostlinu však jen několik vajíček, obvykle na vlhkých a stinných místech. Housenky, které se z nich vylíhnou, požírají list od špičky listu na obou stranách středního žebra. Střední žebro listu zůstává a je obaleno trusem a vlákny. Housenka pak odpočívá na tomto trusu.
Koncem léta, po druhém svlékání  vytvoří mladá housenka pomocí hedvábných vláken z listu, takzvané hibernarium neboli hibernacula, ve kterém přezimuje. V zimě je zimoviště snadno nalezitelné v jinak holých větvích keřů. Housenka, která zpočátku měří asi osm milimetrů, během zimy vysychá a zmenší se na délku asi tři milimetry. Po oteplení jsou první pupeny před vyrašením první potravou housenek zjara. Housenky následně rychle rostou. Připraveny k zakuklení jsou od konce května do začátku června. Kuklení se odehrává na spodní straně listu v zelené kukle. Kukla má na hlavě dva charakteristické přívěsky ve tvaru pahýlu a je opatřena několika kovovými skvrnami. Na zádech je další výrůstek, tento a okraj břicha jsou tmavě červenohnědé barvy. Motýl se líhne asi po 14 dnech.

## Ohrožení a ochrana
- Červený seznam SRN: 3 (ohrožený).[7]